# Ella Raidel

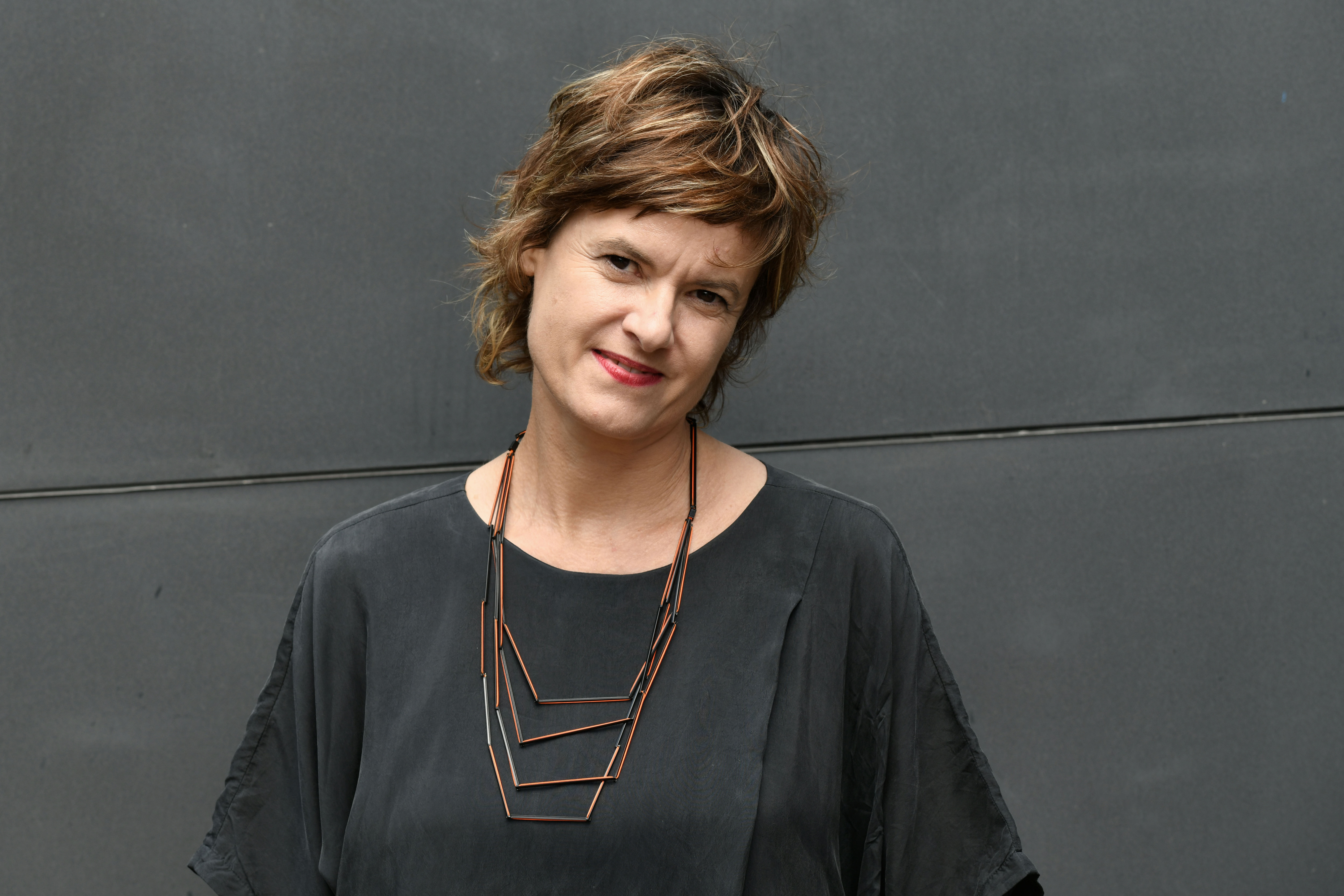
Ella Raidel (2022)

Ella Raidel (* 1970 in Gmunden) ist eine österreichische Filmemacherin, Regisseurin und bildende Künstlerin.

## Leben und Werk
Ella Raidel studierte an der Kunstuniversität Linz. Sie promovierte 2009 mit ihrer Arbeit über den Filmemacher Tsai Ming-liang. Sie war Postdoktorandin an der Academia Sinica in Taipeh, Taiwan und erhielt das Senior-Postdoc Programm Elise-Richter-PEEK der Kunstuniversität Linz für ihr Projekt Of Haunted Spaces. Von 1994 bis 2002 lebte Raidel in Berlin und von 2002 bis 2019 in Taipeh. Seit 2019 unterrichtet sie an der Technischen Universität Singapur.
Die Künstlerin arbeitet interdisziplinär in den Medien Film, Schrift und Forschung. Sie betrachtet in ihren Werken die soziologischen und kulturellen Aspekte der Globalisierung und Urbanisierung. Ihre Filme korrespondieren mit ihren Schriften zur Erforschung der Poetik des Films.
Raidel erhielt öffentliche Auszeichnungen, unter anderem 1999 das Staatsstipendium für Bildende Kunst des Österreichischen Bundesministerium für Kunst, 2003 den Preis für bildende Kunst der Stadt Linz, 2010 den Local Artist Award des Crossing Europe Filmfestivals Linz und 2022 den Outstanding Artist Award für Film vom Bundesministerium für Kunst, Kultur, öffentlichen Dienst und Sport, sowie den Award for Excellence des Image Forum Filmfestivals in Tokio.

## Ausstellungen und Biennalen
Arbeiten von Ella Raidel werden auf internationalen Biennalen, Ausstellungen und Festivals gezeigt, zum Beispiel 2016 Taipei Biennale, 2015 Asien Biennale im Guangdong Museum of Art in Guangzhou City, 2015 Bi-City Architecture Biennale Hongkong, 2013 transmediale im Haus der Kulturen der Welt, Berlin, 2013 Floating Islands auf der Shanghai Biennale, Asian Triennale Manchester und auf zahlreichen internationalen Filmfestivals präsentiert, darunter IFFR International Film Festival Rotterdam, CPH:DOX Copenhagen International Documentary Film Festival, Internationales Leipziger Festival für Dokumentar- und Animationsfilm, Hot Docs Canada und Chicago International Film Festival. 2024 nahm sie an der Kulturhauptstadt Europas Bad Ischl Salzkammergut 2024 teil.

## Filme (Auswahl)
- 1998 Family Trophies, Experimenteller Kurzfilm
- 2010 Family Affairs, Experimenteller Kurzfilm, Ursula Blickle Stiftung
- 2011 Subverses China in Mozambique, Österreich und Mosambik[5]
- 2013 Cinema Isn’t I see, It’s I fly, Experimenteller Kurzfilm, Crossing Europe Filmfestival Trailer[6]
- 2014 Double Happiness, Experimenteller Dokumentarfilm, Österreich/China[7][8][9]
- 2015 BERG, Experimenteller Kurzfilm, Festival der Regionen, Ebensee, Österreich
- 2016 Play Fight, Experimenteller Kurzfilm, Chicago International Film Festival Trailer
- 2020 We Will Always Have Paris, Experimenteller Kurzfilm
- 2021 A Pile of Ghosts, Kunstfilm Hybrid[10]
- 2022 The Seven Step Verse, VR Film[11]

## Publikationen
- 2010 Subversive Realitäten, Die Filme des Tsai Ming-Liang, Schüren Verlag GmbH, Marburg, ISBN 978-3-89472-568-6
- 2018 The Politics of Memory in Sinophone Cinemas and Image Culture, Altering Archives, Co-Autorenschaft Ella Raidel und Peng Hsiao-Yen, Routledge Contemporary China Series, ISBN 978-1-138-04745-7

## Auszeichnungen
- 1999 Staatsstipendium für Bildende Kunst, Bundesministerium für Kunst und Kultur, Österreich
- 2003 Preis für bildende Kunst der Stadt Linz
- 2004 Talentpreis für junge Künstler, Oberösterreich
- 2010 Local Artist Award für Slam Video Maputo, Crossing Europe Filmfestival Linz[12]
- 2010 Award of Excellence, Bundesministerium für Bildung, Wissenschaft und Forschung, Österreich
- 2011 Local Artist Award für Subverses China in Mosambik, Crossing Europe Filmfestival Linz[13]
- 2015 Bester internationaler Spielfilm für Double Happiness, Arquitecturas Film Festival Lissabon
- 2015 Preis der Jury für Double Happiness, Urban Nomad Film Festival Taipei/Taiwan
- 2022 Outstanding Artist Award für Spiel- und Dokumentarfilm, Bundesministerium für Kunst und Kultur, Österreich[14][15]
- 2022 Award for Excellence, East Asian Experimental Competition des Image Forum Filmfestivals, Tokio

### Stipendien
- 2007 Margret-Bilger-Stipendium für Großprojekte, Oberösterreich
- 2009 Linzer Exportstipendium nach Mosambik
- 2010 Stipendium der Academia Sinica in Taipeh
- 2011 Artist in Residence Red Gate Gallery Beijing und Artist in Residence Huantie Times Art Museum Beijing
- 2011 Forumstipendium, Kunstuniversität Linz
- 2016–2019 Elise Richter PEEK, Fonds zur Förderung der wissenschaftlichen Forschung (FWF)